# 西迪拉希德橋

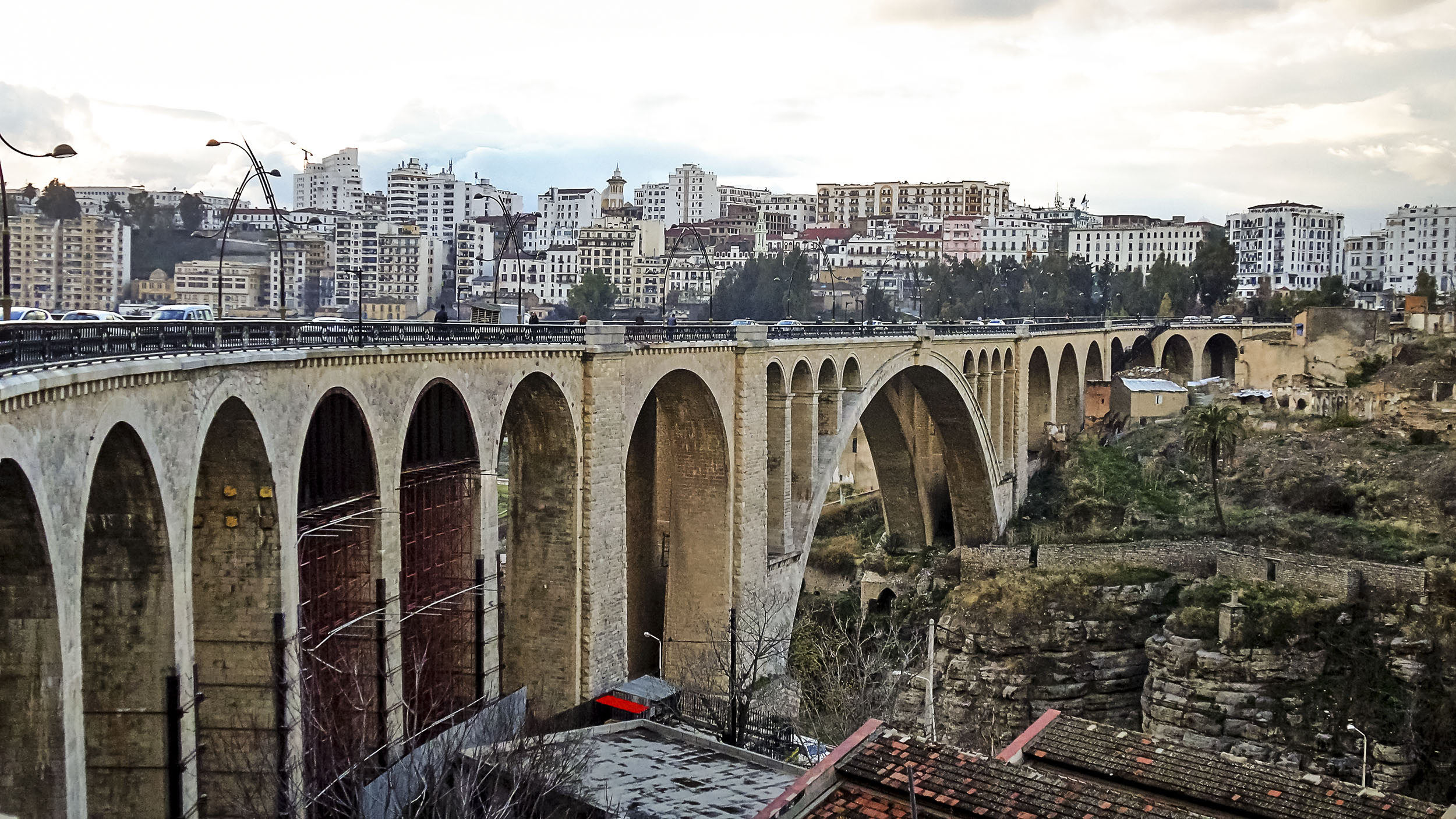
西迪拉希德橋

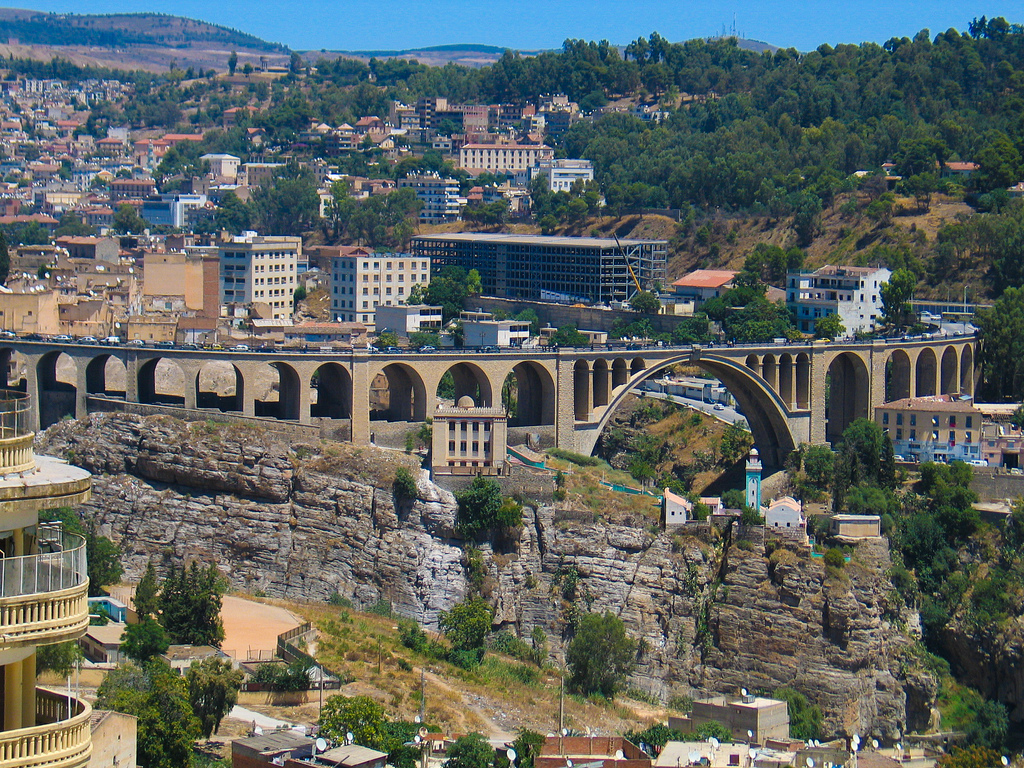
西迪拉希德橋遠景

西迪拉希德橋（阿拉伯语：‎）是一座位於阿爾及利亞君士坦丁的公路橋，橫跨魯梅爾河谷，連接Coudiat區（市中心）和君士坦丁車站。它於1908年至1912年法屬阿爾及利亞時期由工程師奧賓·埃勞德（Aubin Eyraud）設計，並在工程師保羅·塞茹內的幫助下建造。
西迪拉希德橋在建成時是世界上最高的混凝土橋，長度為447米，有27個拱門，最高的拱門達到107米。
36°21′45.28″N 06°36′49.49″E / 36.3625778°N 6.6137472°E